# Замок Бад-Раппенау
Замок Бад-Раппенау — так называемый замок на воде в немецком городе Бад-Раппенау в федеральной земле Баден-Вюртемберг. Возведён около 1600 г. рыцарским родом фон Гемминген на месте старой резиденции.

## Исторический очерк
Изначально в Бад-Раппенау было два замка, о которых известно из описи 1578 г. Вокруг них с течением времени развились сегодняшние (исторические) районы города: Обердорф с центром вокруг современной евангелической церкви, и Унтердорф в долине — вокруг ныне существующего замка.
Замок в Обердорфе, в конце XVI в. принадлежавший Даниэлю фон Хельмшатту, был полностью разрушен в Тридцатилетней войне в 1645 г. Замок в Унтердорфе, также упомянутый в описании 1578 г. как строение, окружённое заполненными водой рвами, был построен на болотистой местности в месте слияния ручьёв Мюльбах, Штрасбах и Раубах.
В 1592 г. Иоганн Филипп фон Хельмштатт, стремившийся к военной карьере при курпфальцском дворе и потому желавший освободиться от ленной зависимости по отношению к вюртембергскому герцогу Людвигу Благочестивому, продал четыре пятых владения Раппенау Райнхарду фон Геммингену, сын которого, Эберхард фон Гемминген (1567—1611), в 1601 г. на фундаментах старой постройки закончил строительство нового замка. В качестве архитекторов предполагают Якоба Мюллера и Адама Вагнера из Хайльбронна.
В 1622 г., после сражения при Вимпфене Унтердорф и все хозяйственные постройки вокруг нового замка были сожжены дотла; замок, однако, выстоял. Вследствие того, что Филипп фон Гемминген (1601—1638) и его братья выступали на стороне протестантов, владения Геммингенов в Раппенау были в 1630 г. конфискованы. После окончания Тридцатилетней войны, в 1648 г. владение Раппенау и замок вновь перешли под контроль Геммингенов. Пострадавший в конфликте замок был восстановлен, и в последующие столетия часто переходил от одной ветви рода Гемминген к другой.
Последним проживавшем в замке представителем рода фон Гемминген был Франц Мария Ганс Вайпрехт фон Гемминген (1905—1945), в 1939 г. вместе с семьёй перебравшийся в вюртембергский город Бюрг (сегодня — район города Нойенштадт-ам-Кохер).
Некоторое время замок стоял без использования, до тех пор, пока в 1956 г. не был выкуплен в городскую собственность вместе с прилегающей территорией в 156 ар. С 1965 по 1977 гг. в замке размещался санаторий; с 1980 по 2001 гг. — городское управление. С постройкой новой ратуши на Рыночной площади, замок был переоборудован для использования в культурно-просветительских целях.